# Trận Gangigal
Trận Gangigal là một cuộc phục kích của quân nổi loạn Taliban xảy ra ở gần ngôi làng hẻo lánh Gangigal, ở phía Đông tỉnh Kunar, Afghanistan, trong một thung lũng cách biên giới Pakistan chừng 9.6 km, khi lực lượng hỗn hợp Mỹ - Afghanistan đến đây dự một buổi họp theo lời mời của các bô lão, ngày 8 tháng 9 năm 2009. Họ đã bị lọt vào ổ phục kích có tính toán trước, phiến quân mai phục trong làng, bố trí sẵn vũ khí và tầm nhắm. Tiếp theo sau đó là cuộc chạm súng kéo dài bảy tiếng. Sau trận đụng độ, bốn lính Mỹ bị thiệt mạng, bảy quân nhân Afghanistan và một thông dịch viên cũng bị chết. Ngoài ra còn có thêm ba quân Mỹ và 14 thành viên lực lượng an ninh Afghanistan bị thương. Đây là số quân Mỹ có nhiệm vụ huấn luyện bị thiệt mạng lớn nhất trong một cuộc đụng độ kể từ khi có cuộc tấn công do Mỹ lãnh đạo vào năm 2001.